# Гороховская (Архангельская область)
Гороховская — деревня в Плесецком районе Архангельской области.

## География
Находится в северо-западной части Архангельской области на расстоянии приблизительно 74 км на запад по прямой от административного центра района поселка Плесецк у южного берега озера Ундозеро.

## История
В 1873 году здесь было учтено 15 дворов, в 1905 — 22. Тогда деревня входила в Пудожский уезд Олонецкой губернии, при советской власти была включена в Приозерный район Архангельской области, позднее в Плесецкий район. До 2021 года входила в Ундозерское сельское поселение до его упразднения.

## Население
Численность населения: 81 человек (1873 год), 122 (1905), 13 (92 % русские) в 2002 году, 9 в 2010.